# Robert C. Retherford
Robert Curtis Retherford (* 1912; † 1981) war ein US-amerikanischer Physiker. Er war Doktorand (graduate student) in der Forschungsgruppe von Willis Lamb am Columbia Radiation Laboratory der Columbia University. Er war bereits ein erfahrener Experimentalphysiker und zuvor in der Industrie (Westinghouse) angestellt gewesen, wo er sich mit Vakuumröhren befasst hatte.
Seine wohl bekannteste Arbeit, die er in Zusammenarbeit mit Willis Lamb durchführte, ist ein Experiment, das die Lamb-Verschiebung in der Feinstruktur von Wasserstoff zeigt. Dies war ein entscheidender Fortschritt zum besseren Verständnis der Quantenelektrodynamik, für den Lamb 1955 den Nobelpreis für Physik erhielt.
Mitte der 1950er Jahre wurde er Professor an der University of Wisconsin.